# Энглунд, Фриц
Фриц Карл Антон Энглунд (швед. Fritz Carl Anton Englund; 22 ноября 1871 — 14 января 1933) — шведский шахматист, мастер. Участник ряда международных соревнований. Один из сильнейших шахматистов Швеции рубежа XIX—XX веков.

## Вклад в теорию дебютов
Энглунд разработал систему в эксцентричном гамбите 1. d4 e5?! и организовал в декабре 1932 года тематический турнир, все партии которого начинались ходами 1. d4 e5 2. de Кc6 3. Кf3 Фe7 4. Фd5 (в турнире победил Г. Штольц). Вскоре после турнира Энглунд умер, и, упоминая о турнире в прессе, дебют, изначально именовавшийся «стокгольмским вариантом», стали называть «гамбитом Энглунда».
На самом деле впервые порядок ходов ещё в 1880-е годы 1. d4 e5 стал применять австралийский мастер Г. Чарлик. После 2. de он обычно играл 2… d6. В 1930 году в журнале «Deutsche Schachzeitung» появился анализ рижского мастера К. Бетиньша, посвященный этому способу игры. Однако в русскоязычной шахматной литературе закрепилось название «гамбит Энглунда». В англоязычных источниках наблюдаются колебания между названиями «гамбит Чарлика» и «гамбит Энглунда».

## Спортивные результаты
| Год  | Город       | Соревнование                                                 | + | − | = | Результат | Место |
| ---- | ----------- | ------------------------------------------------------------ | - | - | - | --------- | ----- |
| 1897 | Стокгольм   | 1-й турнир северных стран                                    | 2 | 9 | 0 | 2 из 11   | 12    |
| 1899 | Копенгаген  | 2-й турнир северных стран                                    | 3 | 6 | 1 | 3½ из 10  | 9     |
| 1901 | Гётеборг    | 3-й турнир северных стран                                    | 6 | 3 | 1 | 6½ из 10  | 4     |
| 1902 | Ганновер    | 13-й конгресс Германского шахматного союза (побочный турнир) |   |   |   |           |       |
| 1903 | Христиания  | 4-й турнир северных стран                                    |   |   |   |           | 5     |
| 1905 | Стокгольм   | 5-й турнир северных стран                                    | 4 | 6 | 0 | 4 из 10   | 5     |
|      | Бармен      | Международный турнир (побочный турнир "А")                   | 7 | 7 | 1 | 7½ из 15  | 8—9   |
| 1906 | Стокгольм   | Международный турнир                                         | 4 | 6 | 1 | 4½ из 11  | 8—9   |
|      |             | Матч Гётеборг — Стокгольм (против А. Альберга)               | 1 | 0 | 0 | 1 из 1    |       |
| 1907 | Копенгаген  | 6-й турнир северных стран (побочный турнир)                  |   |   |   |           | 1     |
|      |             | Матч Гётеборг — Стокгольм (против В. Шёберга)                | 0 | 1 | 0 | 0 из 1    |       |
| 1908 |             | Матч Гётеборг — Стокгольм (против В. Шёберга)                | 0 | 1 | 0 | 0 из 1    |       |
| 1912 | Стокгольм   | 8-й турнир северных стран                                    |   |   |   | 4 из 11   | 7—9   |
|      |             | Матч Гётеборг — Стокгольм (против Й. Фридлизиуса)            | 1 | 0 | 0 | 1 из 1    |       |
| 1913 | Схевенинген | Международный турнир                                         |   |   |   | 5½ из 13  | 9—10  |
|      | Стокгольм   | Международный турнир                                         |   |   |   |           | 8     |
| 1916 | Стокгольм   | Турнир шведских шахматистов                                  |   |   |   |           | 5     |
| 1917 | Стокгольм   | Чемпионат Швеции (неофициальный)                             |   |   |   |           | 5     |